# هناء خطيب
هناء خطيب ((بالعبرية: הנא חטיב)) (ولدت عام 1973) هي محامية ومرافعة شرعية، وهي أول امرأة يتم تعيينها كقاضية شرعية في المحاكم الإسلامية في اسرائيل. درست اللقب الأول في الحقوق في بريطانيا، واللقب الثاني في الجامعة العبرية في القدس، عملت في مجال المحاماة وتخصصت في الاحوال الشخصية وقضايا العائلة لمدة 17 عام قبل تعيينها.
رافق تعيينها اعتراضات لكونها امرأة، رغم ان المسلمين في إسرائيل يتبعون مذهب ابي حنيفة والذي يسمح بتولي امرأة للقضاء. يذكر ان السلطة الفلسطينية عينت ثلاث في المحاكم الشرعية ومأذونات شرعيات لعقد القران، إضافة إلى دول اسلامية أخرى اوكلت القضاء الشرعي لنساء مثل مصر واندونيسيا.
وقالت خطيب في حفل أداء اليمين: «إن هذا التعيين ونجاحي بالحصول عليه هو إنجاز للجهاز القضائي الشرعي وللنساء، وآمل أن تعين قاضيات أخريات مسلمات، وقاضيات مسيحيات ويهوديات ودرزيات».
خطيب ولدت لعائلة مزارعين في مدينة الطيرة في منطقة المثلث، متزوجة وتعيش في مدينة طمرة، وام لاربع اولاد.